# Rinonictèrids
Els rinonictèrids (Rhinonycteridae) són una família de ratpenats de la superfamília dels rinolofoïdeus. Les espècies d'aquest grup són oriündes de l'Àfrica subsahariana, Madagascar, les Seychelles, la península Aràbiga, el sud d'Àsia i Austràlia. Es tracta de ratpenats petits, amb avantbraços de fins a 55 mm de llargada. Anteriorment eren classificats dins la família dels hiposidèrids.